# Anders Hermansen (politiker)
 For alternative betydninger, se Anders Hermansen. (Se også artikler, som begynder med Anders Hermansen)
Anders Hermansen (født 14. maj 1800 i Størsbøl øst for Esbjerg, død 26. juni 1889 i Vindelev ved Vejle) var en dansk skolelærer, bissekræmmer, landmand og politiker.
Hermansen var lærer i Jernved nord for Ribe 1820-1824 og derefter bissekræmmer 1824-1832. Fra 1827 havde han en fast ophold i Vindelev ved Vejle. Han købte i 1832 en gård i nabolandsbyen Sandvad og i 1854 Holtum Mølle i nærheden. Han afhændede gården i 1856 og købte senere en ny gård i Vindelev.
Hermansen var medlem af Den Grundlovgivende Rigsforsamling valgt i Vejle Amts 4. distrikt (Give) og medlem af Folketinget valgt i Vejle Amts 4. valgkreds (Givekredsen) 1849-1852. Han genopstillede ikke i 1852.